# Амвросиевский район
Амвро́сиевский райо́н (укр. Амвро́сіївський райо́н) — де-юре упразднённое административно-территориальное образование на востоке Донецкой области Украины.
Образован Постановлением Президиума ВУЦИК «Об административно-территориальном делении Донецкой губернии, образовании округов и районов» от 7 марта 1923 года из Амвросиевской, Успенской, Мокро-Еланчикской и Артёмовской волостей.
Центр — город Амвросиевка. В составе 1 город (райцентр), 3 пгт (Кутейниково, Новоамвросиевское, Войковский), 12 сельсоветов, 79 населённых пунктов, 14 промышленных предприятий, 4 строительных и транспортных предприятий, 12 колхозов, 11 совхозов, 2 птицефабрики, 10 больниц, 35 школ, 24 клуба, 15 ДК, 38 библиотек, 2 музыкальные школы. Территория приоритетного развития. Добыча мергеля, строительного песка, фосфоритов, керамических глин. С апреля 2014 года контролируется самопровозглашённой Донецкой Народной Республикой.
17 июля 2020 года Амвросиевский район вошел в состав нового Донецкого района.

## Население
Численность населения — 43918 чел.: городское — 23025 человека, сельское — 20893 человек.(На 2019 год)
Данные переписи населения 2001 года:
| N | Национальность | Количество | Уд. вес (%) |
| - | -------------- | ---------- | ----------- |
| 1 | Украинцы       | 39015      | 71,02       |
| 2 | Русские        | 14401      | 26,21       |
| 3 | Белорусы       | 334        | 0,61        |
| 4 | Армяне         | 261        | 0,48        |
|   | Всего          | 54939      | 100,00      |

## Природа
Общегосударственный ботанический памятник природы «Балка Горькая» (охраняется место произрастания многолетнего травянистого растения высотой 1—2 м эремуруса величественного — реликтового вида). Общегосударственный лесной заказник «Бердянский» (площадь — 4,13 км², охраняются ценные буерачные и пойменные леса вдоль реки Крынка). Региональный ландшафтный парк «Донецкий кряж».
Охраняемые природные территории:
- Донецкий кряж
- Бердянский
- Лес по реке Крынка
- Пристенское
- Балка Горькая
- Балка Журавлёва

## Культура
Памятник архитектуры — Иоанно-Богословская церковь (1905, село Васильевка). До 1917 года район входил в состав Земли войска Донского.

## Населённые пункты
- Город Амвросиевка (с 1869) — 22 130 чел. Основан как пристанционный посёлок, с 1896 года — строительство цементного завода. Комбинат «Донцемент» (включает 4 завода и карьеры мергеля и мела), «Цемстрой», предприятия легкой, пищевой промышленности и др. Историко-краеведческий музей. Индустриальный техникум, 9 больниц, 1 поликлиника, 6 общеобразовательных школ, ДК имени Кирова, кинотеатр, клуб, 11 библиотек, стадион.
- Пгт Войковский/Копани. Кирпичный завод имени Войкова, бывший совхоз «Металлист».
- Пгт Кутейниково. Комбинат хлебопродуктов, автоколонна.
- Пгт Новоамвросиевское. Вторичные производства Амвросиевского комбината «Донцемент» (производство асбестоцементных труб).
- Село Благодатное (с 1801, до 1926 — Амвросиевка) — 3 648 чел. Бывший колхоз имени Калинина, больница, ОШ, ДК, 2 библиотеки. Подчинены населённые пункты: Великое Мешково, Жукова Балка, Котовского, Малая Шишовка, Новоклиновка, Новопетровка, Родники, Свистуны, Сеятель.